# 瑞塔铺镇
瑞塔铺镇，是中华人民共和国湖南省张家界市桑植县下辖的一个乡镇级行政单位。

## 行政区划
瑞塔铺镇下辖以下地区：
瑞市社区、蔬菜社区、罗家边社区、杨家逻社区、塘坊村、郑家坪村、青龙溪村、芦斗溪村、沿溪坡村、小溪沟村、鸟儿岭村、火盆峪村、东旺坪村、王家坡村、老岩桥村、潮水河村、马井村、杨溪山村、黄泥亚村、干溪村、茶元塔村、定家峪村、高峰村、洪沙溪村和新村坪村。